# NGC 6329
NGC 6329 је елиптична галаксија у сазвежђу Херкул која се налази на NGC листи објеката дубоког неба.
Деклинација објекта је + 43° 41' 6" а ректасцензија 17h 14m 15,1s. Привидна величина (магнитуда) објекта NGC 6329 износи 12,9 а фотографска магнитуда 13,9. NGC 6329 је још познат и под ознакама UGC 10771, MCG 7-35-51, CGCG 225-77, PGC 59894.